# Alain Bensoussan
Alain Bensoussan (* 12. Mai 1940 in Tunis) ist ein französischer Mathematiker.

## Leben
Bensoussan studierte an der École polytechnique, erwarb ein Diplom an der École nationale de la statistique et de l’administration économique (ENSAE) und wurde 1969 an der Universität von Paris bei Jacques-Louis Lions promoviert (Filtering Theory for Systems Governed by Partial Differential Equations). 1971 bis 1973 war er Professor am European Institute for Advanced Studies in Management (EIASM), dessen Direktor er 1975 bis 1977 war. Er ist seit 1972  Professor an der Universität Paris-Dauphine, seit 2004 als Professor Emeritus. 1975 bis 1977 war er dort Leiter der Mathematikfakultät. Er war daneben 1970 bis 1986 in Teilzeit Maître de conférences an der École polytechnique und 1980 bis 1985 in Teilzeit Professor an der École Normale Supérieure in Paris. 1984 bis 1996 war er Präsident des INRIA (Institut National de Recherche en Informatique et Automatique).  Er ist Professor an der University of Texas at Dallas, wo er das International Centre for Decision and Risk Analysis (ICDRiA) leitet.
Bensoussan befasst sich vor allem mit Angewandter Mathematik wie der stochastischen Kontrolle verteilter Systeme, Finanzmathematik und Operations Research. Insbesondere befasste er sich auch mit Anwendungen in der Raumfahrt. 1996 bis 2003 war er Präsident des französischen Raumfahrt-Forschungszentrums  Centre national d’études spatiales (CNES) und 1999 bis 2002 war er Präsident des ESA-Rates.
Er ist Mitglied der Académie des sciences (2003), der Academia Europaea, der International Academy of Astronautics und der Académie des technologies. 1984 erhielt er den Gay-Lussac-Humboldt-Preis. 2002 erhielt er den Prix Spécial de l’Association aéronautique et astronautique de France und 2001 die Distinguished Service Medal der NASA. Er ist Offizier der Ehrenlegion (2003, Ritter seit 1991), Kommandeur des Ordre national du Mérite und Träger des Verdienstordens der Bundesrepublik Deutschland 1. Klasse (2003). Seit 1985 ist er „Fellow“ des IEEE. Er ist Fellow der American Mathematical Society.

## Schriften
- Filtrage Optimal des Systèmes Linéaires, Dunod, 1971
- mit G. Hurst, B. Naslund Management Application of Modern Control Theory, North Holland, 1974
- mit Jacques-Louis Lions Applications des Inéquations Variationnelles en contrôle Stochastique, Dunod, 1978 (englische Übersetzung: Application of Variational Inequalities in Stochastic Control, North Holland, 1982).
- mit Jacques-Louis Lions, G. Papanicolaou Asymptotic Methods in Periodic Media, North Holland, 1978
- Stochastic Control by Functional Analysis Methods, North Holland, 1982
- mit Jacques-Louis Lions Impulsive Control and Quasi-Variational Inequalities, Dunod, 1982 (russische Übersetzung 1987)
- mit M. Crouhy, J. M. Proth Mathematical Theory of Production Planning, North Holland, 1983
- Perturbation Methods in Optimal Control, Dunod-Gauthier Villars, 1988
- Stochastic Control with Partial Information, Cambridge University Press, 1992.
- mit M. Delfour, S.K. Mitter, G. Da Prato Representation and Control of Infinite Dimensional Systems, 2 Bände, Birkhäuser 1992, 1993
- mit Jens Frehse Regularity results for nonlinear elliptic systems and applications, Applied Mathematical Sciences, Band 151, Springer, 2002
- Herausgeber mit P. Kleindorfer, C. S. Tapiero Applied optimal control, North Holland 1978
- Herausgeber mit P. Kleindorfer, C. S. Tapiero Stochastic optimal control and applications, North Holland 1980
- Herausgeber mit Jean-Pierre Aubin, Ivar Ekeland Mathematical Techniques of Optimization, Control and Decision,  Birkhäuser 1981
- Herausgeber mit Jacques-Louis Lions: 1. bis 9. International Conference on Analysis and Optimization of Systems, Springer, Lecturenotes in Mathematics, 1974 bis 1990